# Colonie de Goélands d'Audouin d'Aspretto/Ajaccio
Colonie de Goélands d'Audouin d'Aspretto/Ajaccio este o arie protejată (arie de protecție specială avifaunistică — SPA) din Franța întinsă pe o suprafață de 1,6 ha, din care 30 % marine.

## Localizare
Centrul sitului Colonie de Goélands d'Audouin d'Aspretto/Ajaccio este situat la coordonatele 41°55′15″N 8°47′47″E / 41.92083°N 8.79639°E.

## Înființare
Situl Colonie de Goélands d'Audouin d'Aspretto/Ajaccio a fost declarat arie de protecție specială avifaunistică în baza directivei 79/409 din 1979 referitoare la conservarea păsărilor sălbatice pentru a proteja 1 specie de animale.

## Biodiversitate
Situată în ecoregiunea mediteraneană, aria protejată nu include niciun habitat protejat.
La baza desemnării sitului se află o specie protejată de  păsări: Larus audouinii.
Pe lângă speciile protejate, pe teritoriul sitului au mai fost identificate 1 specie de nevertebrate, 1 specie de reptile.